# 엘라 맥케이
《엘라 맥케이》(영어: Ella McCay)는 2025년 개봉 예정인 미국의 코미디 영화이다. 제임스 L. 브룩스가 감독과 각본을 맡았다.

## 출연진
- 에마 매키 - 엘라 맥케이
- 제이미 리 커티스
- 우디 해럴슨
- 아요 에데비리
- 앨버트 브룩스
- 쿠마일 난지아니
- 스파이크 펀
- 잭 로든
- 트로이 개리티
- 에리카 맥더멋
- 리베카 홀